# كلنكوة ستولمانية
كلنكوة ستولمانية (الاسم العلمي:Kalanchoe stuhlmannii) هي نوع من النباتات تتبع جنس الكلنكوة من الفصيلة الكرسولية.